# Wilhelm Börker

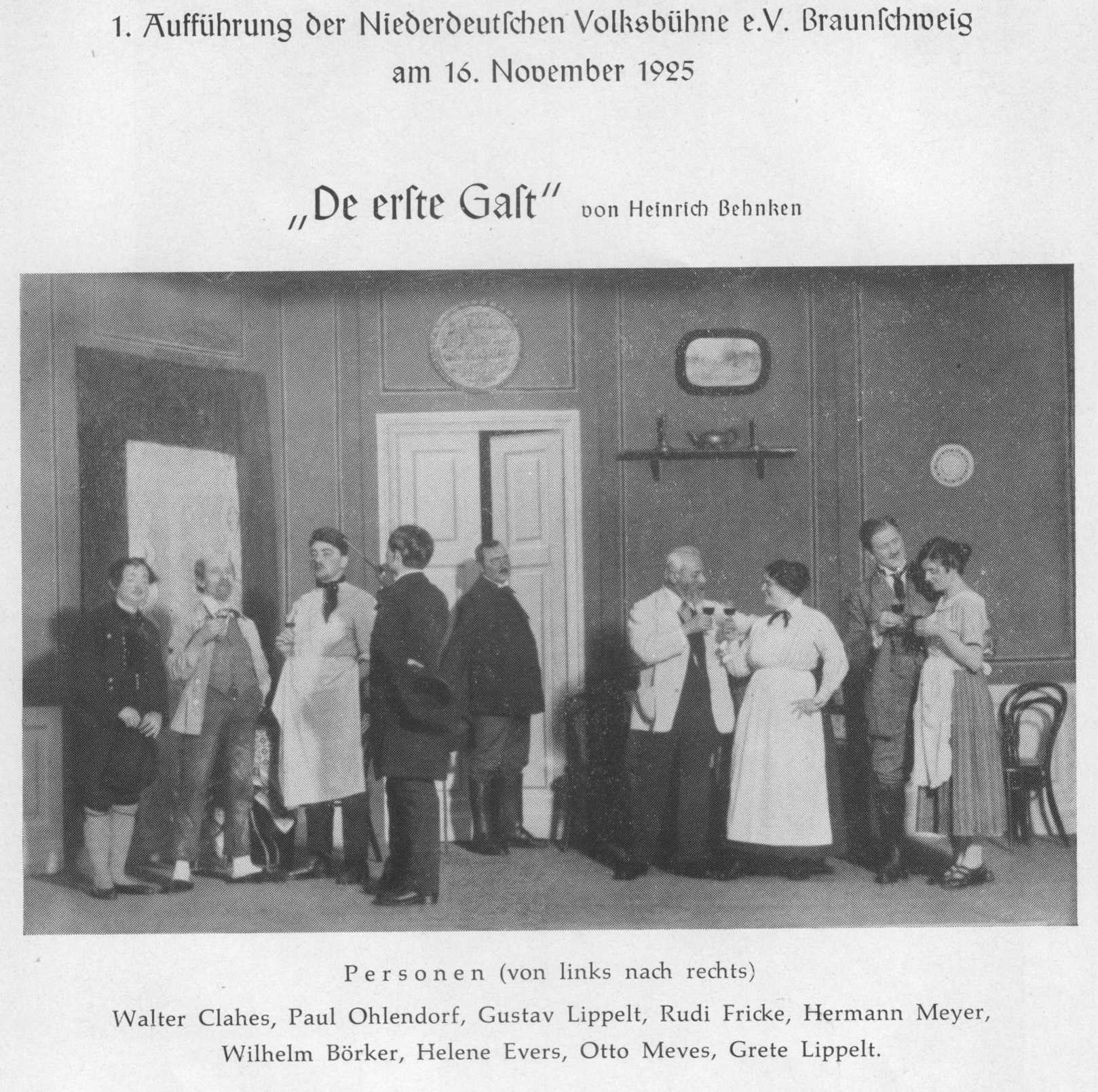
Die erste Inszenierung des Niederdeutschen Theaters Braunschweig im Herbst 1925: „De erste Gast“ von Heinrich Behnken

Wilhelm Börker (* 23. Juli 1869 in Braunschweig; † 15. August 1953 in Braunschweig) war ein deutscher Lehrer, Schriftsteller, Publizist, Heimatforscher und Theaterleiter der von ihm gegründeten Niederdeutschen Volksbühne Braunschweig.

## Leben

### Ausbildung und Lehrerberuf
Wilhelm Börker wurde in der Braunschweiger Wilhelmstraße geboren. Er besuchte die Städtische Oberrealschule und absolvierte anschließend von 1886 bis 1890 eine Ausbildung zum Lehrer am Braunschweiger Lehrerseminar. Er war in Braunschweig an der Garnisonschule und bis zum Staatsexamen 1893 an der Waisenhausschule tätig. Börker bestand 1896 das Rektoratsexamen und arbeitete nachfolgend am Braunschweiger Lehrerseminar, bis dieses 1928 aufgelöst wurde. Anschließend wirkte er bis zur Pensionierung 1932 als Lehrer an der Raabeschule in Braunschweig.

### Die Niederdeutsche Volksbühne
Im Juni 1925 rief Börker in der lokalen Presse die Freunde der niederdeutschen Sprache zu einer Zusammenkunft in das Hôtel d’Angleterre in der Breiten Straße auf. Sein Ziel war die Gründung eines niederdeutschen Laientheaters. Zu den Gründungsmitgliedern der am 16. Juni 1925 ins Leben gerufenen Niederdeutschen Volksbühne Braunschweig zählen neben Börker die Schauspielerin Helene Evers, Rudolf Fricke und Rudolf Rossée. Die Niederdeutsche Volksbühne, die das ortsfremde nordniedersächsische Plattdeutsch pflegte, wurde schnell bekannt und trat bis 1945 in mehr als 90 Orten in Norddeutschland auf. Sie gastierte im Schlosstheater Celle, im Braunschweiger Schloss, im Schauspielhaus in Hannover und anlässlich des 100. Geburtstages von Wilhelm Raabe im Lessingtheater in Wolfenbüttel. Am 21. Oktober 1931 gab sie ihre 100. Vorstellung. Börker war als Regisseur tätig und wirkte als Schauspieler in zahlreichen Hauptrollen mit. Die aktive Mitarbeit beendete er 1938. Sein Nachfolger als Theaterleiter wurde zunächst der Studienrat Karl Hermann Osterburg, der aufgrund eines „offenen Wortes“ zu den Todesopfern des 20. Juli 1944 gehörte. Nach Ende des Zweiten Weltkriegs übernahm Helene Evers bis 1967 die Leitung der Niederdeutschen Volksbühne.

### Publizistische und schriftstellerische Tätigkeit
Börker widmete sich als Mitarbeiter mehrerer Zeitschriften der Heimatpflege und der niederdeutschen Sprache. Er war von 1923 bis 1934 Schriftleiter der heimatkundlichen Zeitschrift Braunschweigische Heimat, die vom Braunschweigischen Landesverein herausgegeben wird und zu dessen Mitgliedern er gehörte. Zu Börkers hochdeutschen Arbeiten zählen einige national gefärbte „Festspiele“ zu unterschiedlichen Anlässen sowie die Edition der Gedichtanthologie Flotte und Kolonie im Spiegel deutscher Dichtung von 1911. Während des Ersten Weltkriegs gab er 1915 vier Hefte Waffenbruder Humor, Fidele Schützengrabenbücherei in niederdeutscher Sprache heraus. In seiner nach Ende des Zweiten Weltkriegs veröffentlichten ostfälischen („Bronswieksches Platt“) Kurzprosa (Hannechen, En Knust Groffbrot) zeigt sich Börker als sensibel erzählender Novellist. Als Mitglied der Braunschweiger Freimaurerloge Dankward zum rauhen Stein publizierte Börker auch Beiträge zur Gedankenwelt der Freimaurerei.

### Familie
Beim neunten schweren Luftangriff auf Braunschweig am 10. Februar 1944 verlor Börker seine Ehefrau Marie Ebeling. Die Wohnung in der Waterloostraße 4 wurde zerstört, so dass er mit seiner zweiten Ehefrau Elsbeth, geb. Grund, nach Schöningen übersiedelte. Dort gründete er die Kunstgemeinde. Im Jahre 1949 kehrten Börker und seine Ehefrau nach Braunschweig zurück. Börker starb dort im August 1953 und wurde auf dem Hauptfriedhof bestattet.

## Ehrungen
Börker war ein großer Verehrer Wilhelm Raabes. Nicht zuletzt für seine Publikationen über den Braunschweiger Dichter wurde Börker 1946 mit der Raabe-Plakette der Stadt Braunschweig geehrt. Nach ihm ist die Wilhelm-Börker-Straße im Braunschweiger Stadtteil Gliesmarode benannt.

## Schriften (Auswahl)
- Festspiel zur Einweihung des neuen Seminargebäudes, 1894.
- Im Osterlicht, ein Osterspiel, 1909.
- Ein Weihnachtsmärchen, 1909.
- Der freimaurerische Gedanke. Erstes Heft. Herausgegeben vom Verein deutscher Freimaurer. Mit Beiträgen von E. Clausen, J. C. Schwabe, W. Börker, O. Heinichen, E. Diederichs, Jena 1912.
- Varesfelt. Wie es vielleicht gewesen sein könnte, ehe Vorsfelde entstand. In: Braunschweigische Heimat 1929, 20, S. 105–107.
- Niederdeutsche Volksbühne, Braunschweig. Jahresbericht 1928–1929. In: Braunschweigische Heimat 1929, 20, S. 130–132.
- Niedersächsische Stammeseigenart in Wilhelm Raabes Wesen und Dichtung. In: Braunschweigische Heimat 1931, 22 (3), S. 66–73.
- Wir brauchen ein Niederdeutsches Jahrbuch. In: Braunschweigische Heimat 1934, 25, S. 24–26.
- (unter dem Namen Willem Börker): En lüttjen Streemel ower plattdütschet Bühnenspeel. In: Braunschweigische Heimat 1934, 25, S. 58–60.
- Dem Andenken von Heinrich Eggersglüß. In: Braunschweigische Heimat 1935, 26, S. 37–40.
- August Hermann zum Gedächtnis seines 100. Geburtstages. In: Braunschweigische Heimat 1935, 26, S. 123–128.
- Dorfbühnen. In: Braunschweigische Heimat 1936, 27 (1), S. 4–7.
- Umme Wihnachten herum. In: Braunschweigische Blätter 1936, 27 (3), S. 3–5.
- Hannechen: Un annere lüttge Vertelligen un Stipstöreken in bronswiekschen Platt, mit Zeichnungen von Adolf Otto Koeppen, Verlag Joh. Heinr. Meyer, Braunschweig 1948.
- En Knust Groffbrot: Allerhand Snack in bronswieksch Platt, mit Zeichnungen von Adolf Otto Koeppen, Verlag Joh. Heinr. Meyer, Braunschweig 1950.
- Schöppenstiddesche Streiche, mit Zeichnungen von Ortwin Knabe, Verlag Richard Hermes, Hamburg 1952.
- Weihnachtliches aus meiner Jugendzeit. In: Braunschweigische Heimat 1952, 38 (4), S. 97–103.